# Karl Wahlberg
Karl Edvard Wahlberg, född 31 mars 1874 i Hedvig Eleonora församling, Stockholm , död 1 augusti 1934 i Katarina församling, Stockholm , var en svensk curlingspelare. Han blev olympisk silvermedaljör vid olympiska vinterspelen 1924 i Chamonix.